# سیالیل-لوئیس ایکس
سیالیل-لوئیس ایکس (به انگلیسی: Sialyl-Lewis X) با فرمول شیمیایی C31H52N2O23 یک ترکیب شیمیایی با شناسه پاب‌کم 643990 است. که جرم مولی آن ۸۲۰٫۷۴۴ گرم بر مول می‌باشد. 